# Michail Nikolajewitsch Wassiljew
Michail Nikolajewitsch Wassiljew (russisch Михаил Николаевич Васильев; * 4. Novemberjul. / 15. November 1777greg.; † 23. Junijul. / 5. Juli 1847greg. in Kronstadt) war ein russischer Marineoffizier und Polarforscher.

## Leben
Wassiljew absolvierte in St. Petersburg das Griechische Kadettenkorps, das  er 1796 als Mitschman verließ.
Wassiljew zeichnete sich 1799 im Zweiten Koalitionskrieg bei der Erstürmung der Insel Vido und der Einnahme Korfus aus. Im Sechsten Koalitionskrieg kommandierte er die Kanonenboot-Division der Baltischen Flotte und zeichnete sich 1812 und 1813 bei der Verteidigung Rigas  und der Einnahme von Mitau und Danzig aus.
Als 1819 gemäß einem kaiserlichen Befehl zwei Expeditionen für das Nord- und Südpolarmeer ausgerüstet werden sollten, erhielt Fabian Gottlieb von Bellingshausen das Kommando über die Südpolar-Expedition, während Wassiljew mit den beiden Sloops Otkrytije und Blagonamerenny das Nordpolarmeer erforschen und die Passage von der Beringstraße zum Atlantik finden sollte.
Im Februar 1820 kam Wassiljew mit seiner Expedition nach Port Jackson, überquerte im April den Äquator und folgte dann der amerikanischen Westküste nach Norden am Kap Lisburne vorbei, bis er bei 71° 6' Nord das Eis erreichte. Das Eis war noch nicht fest, aber ihm fehlte eine Barkasse zum Vordringen in flache Küstengewässern, sodass er im Juli umkehrte. Er dokumentierte die Sankt-Lorenz-Insel, erkundete die St.-Paul- und die St.-Georg-Insel und kam mit seiner Truppe nach Nowo-Archangelsk, um dann auf Hawaii zu überwintern.
Im nächsten Jahr erreichte die Expedition  im Juni 1821 Unalaska. Darauf schickte Wassiljew den Kommandeur Gleb Schischmarjow der Sloop Blagonamerenny zu Erkundungen an die asiatische Küste nördlich der Beringstraße, um nach einer Passage zum Atlantik zu suchen und mindestens die Tschuktschen-Halbinsel zu dokumentieren, während Wassiljew die Küste Russisch-Alaskas von der Bristol Bay bis zum Norton-Sund  dokumentierte und die Insel Nunivak entdeckte, um dann weiter nach Norden vorzudringen. Im August 1821 traf er bei 70° 40' Nord auf festes Eis. Er überstand einen Sturm, bei dem seine Sloop durch Eis fast zerdrückt worden wäre, und fuhr im September zurück nach Petropawlowsk-Kamtschatski, von wo er zusammen mit Schischmarjow zur Überwinterung nach San Francisco fuhr. Dann begann die Rückreise, sodass sie im August 1822 wieder in Kronstadt waren. Das eigentliche Expeditionsziel, die Passage zum Atlantik, hatten sie zwar nicht erreicht, aber sie hatten doch die Kenntnisse der Küsten nördlich der Beringstraße wesentlich verbessert, wobei Wassiljews meteorologische Beobachtungen wichtig waren. Auch hatte Wassiljew umfangreiche zoologische, geographische und ethnographische Sammlungen angelegt.
Wassiljew veröffentlichte Anmerkungen über New South Wales in den Notizen des Admiralität-Departements und auch seinen Protest gegen Chromtschenkos und Etholéns Behauptung, die Insel Nunivak entdeckt zu haben. Während der Expedition hatte Mitschman K. K. Hillsen ausführliche Notizen gemacht, die 1849 veröffentlicht wurden. Zu den beiden Expeditionen Bellingshausens und Wassiljews gab es eine Gedenkmedaille.
Ab 1823 kommandierte Wassiljew als Kapitän 1. Ranges die 13. Flottenmannschaft in Kronstadt. 1825 wurde er Kommandeur der 18. Flottenmannschaft in Archangelsk. 1828 wurde er Konteradmiral und 1829 Kronstädter Hafenkapitän. 1831 wurde er als Nachfolger Wassili Golownins zum Generalintendanten der Flotte ernannt. Im April 1835 wurde er zum Vizeadmiral befördert.
Wassiljew war seit 1819 mit der Kapitänstochter Marfa Ustinowna Mur (1795–1868) verheiratet, mit der er drei Töchter und die Söhne Wassili und Nikolai (1835–1888) bekam.
Wassiljew starb am 5. Juli 1847 in Kronstadt und wurde in St. Petersburg auf dem Smolensker Friedhof begraben. Sein Grab ist nicht erhalten.
Friedrich Benjamin von Lütke benannte eine Bucht der Insel Atka und ein Kap der Insel Nunivak nach Wassiljew. Das Kap Wassiljew wurde 1909 das Cape Corwin.

## Ehrungen
- Russischer Orden der Heiligen Anna II. Klasse (1813), dazu Diamanten (1825), I. Klasse (1829)[9]
- Orden des Heiligen Wladimir IV. Klasse mit Schleife (1813), III. Klasse (1823)
- Russischer Orden des Heiligen Georg IV. Klasse (1823)
- Kaiserlich-Königlicher Orden vom Weißen Adler